# Neuenmörbitz
Neuenmörbitz ist ein Ortsteil von Langenleuba-Niederhain im Landkreis Altenburger Land in Thüringen. Er wurde am 1. Juni 1965 eingemeindet.

## Lage

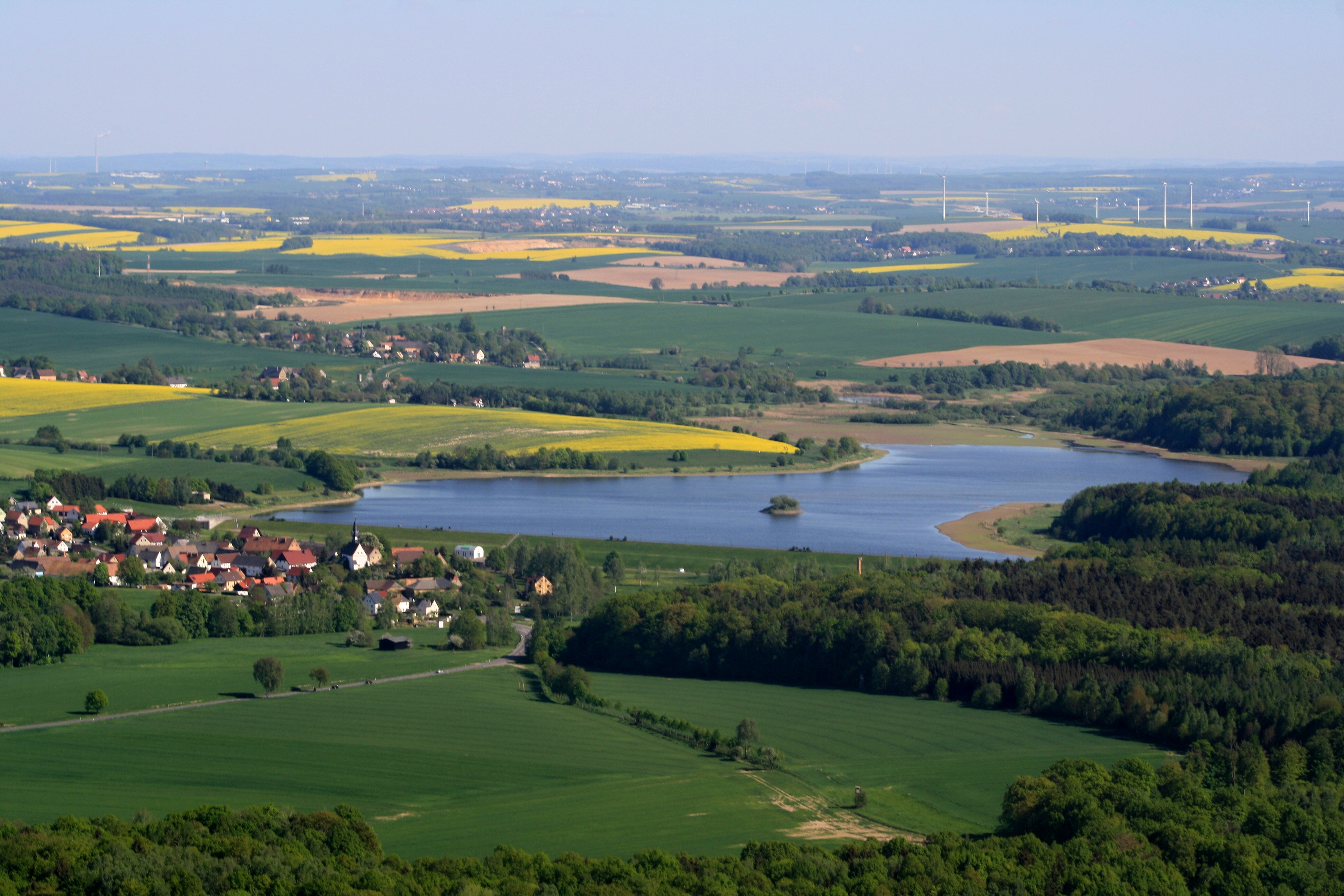
Talsperre Schömbach mit den Orten Altmörbitz (vorn), Schömbach (linke Mitte) und Neuenmörbitz (hinten links)

Neuenmörbitz befindet sich im östlichen Zipfel des Altenburger Lands an der thüringisch-sächsischen Grenze, die den Ort im Osten begrenzt. Das Dorf liegt an der Kreisstraße 301 und an der Bundesstraße 95 sowie östlich der Talsperre Schömbach und des Leinawaldes im Ackerbaugebiet mit Kies- und Steinbruch.

## Geschichte
Im Jahre 1336 wurde das Dorf erstmals urkundlich erwähnt. Die Kirche des Ortes wurde 1742/43 erbaut.
Der Ort gehörte zum wettinischen Amt Altenburg, welches ab dem 16. Jahrhundert aufgrund mehrerer Teilungen im Lauf seines Bestehens unter der Hoheit folgender Ernestinischer Herzogtümer stand: Herzogtum Sachsen (1554 bis 1572), Herzogtum Sachsen-Weimar (1572 bis 1603), Herzogtum Sachsen-Altenburg (1603 bis 1672), Herzogtum Sachsen-Gotha-Altenburg (1672 bis 1826). Bei der Neuordnung der Ernestinischen Herzogtümer im Jahr 1826 kam der Ort wiederum zum Herzogtum Sachsen-Altenburg. Nach der Verwaltungsreform im Herzogtum gehörte er bezüglich der Verwaltung zum Ostkreis (bis 1900) bzw. zum Landratsamt Altenburg (ab 1900). Das Dorf gehörte ab 1918 zum Freistaat Sachsen-Altenburg, der 1920 im Land Thüringen aufging. 1922 kam es zum Landkreis Altenburg.
Am 1. Juli 1950 wurde der Nachbarort Schömbach eingemeindet. Bei der zweiten Kreisreform in der DDR wurden 1952 die bestehenden Länder aufgelöst und die Landkreise neu zugeschnitten. Somit kam Neuenmörbitz mit dem Kreis Altenburg an den Bezirk Leipzig, der seit 1990 als Landkreis Altenburg zu Thüringen gehörte und 1994 im Landkreis Altenburger Land aufging. Am 1. Juni 1965 wurde Ort der Gemeinde Langenleuba-Niederhain angegliedert. Ein Kies- und Sandwerk befindet sich im Ortsteil und Dienstleistungsgewerbe.
Ab den späten 1970er-Jahren war der Uferbereich der Talsperre Schömbach insbesondere bei Neuenmörbitz (wegen der bis ans Wasser führenden alten Straße) ein Treffpunkt von Surfern und Badegästen. Durch die Absenkung des Wasserspiegels im Sinne des Hochwasserschutzes (Vorhaltung einer leeren Talsperre) durch die Landestalsperrenverwaltung Sachsen nach 1990 und ein verhängtes Verbot für Baden, Surfen und Segeln hat sich dies an andere Seen und Talsperren verlagert. Zusätzlich entstand noch das Landschaftsschutzgebiet/Vogelschutzgebiet bei Neuenmörbitz. Das ehemals beliebte Gasthaus Neuenmörbitz hatte das Nachsehen.

## Sehenswürdigkeiten
- kleiner Ortsteil Schömbach, als Rest des abgerissenen Dorfes Schömbach (Talsperrenbau !)
- Bauerngut mit außen angebautem und überdachtem Backofen in Neuenmörbitz (privat)
- Bauerngut mit Fensterrahmungen aus rotem Porphyr (Rochlitzer Porphyr ?), davon hat eine Dreifach-Fenstergruppe einen bekrönenden Dreiecksgiebel und unterhalb der drei Fenster die Inschrift: "Wer Gott vertraut hat wohl gebaut im Him(m)el und auf Erden/ wer sich verläßt auf Jesum Christ dem wird der Him(m)el werden./ Mit dem Gedanken wurde diese Wohnung im Jahr 1837 erbaut/ von/ Johann Jacob & Sybille Weiske" (siehe Bildarchiv)
- historisches Gasthaus Neuenmörbitz an der Straßengabelung im Ort (zeitweise als Gaststätte geöffnet)
- historische (gesperrte) Straße vom Gasthof Neuenmörbitz hinab zur Talsperre Schömbach und durch diese mitten hindurch (bei niedrigem Wasserstand was regulär üblich ist) über eine kleine Bachbrücke hin zum Naturschutzgebiet Leinawald (Wanderweg durch Landschaftsschutzgebiet/Naturschutzgebiet)
- Dorfkirche Sankt Katharinen mit schöner Turmuhr, historischer Inschrifttafel über einen Müller des Ortes, einer vor der Kirche aufgestellten Glocke und dem ehemaligen Kriegerdenkmal, das man in der DDR-Zeit allen Opfern von Kriegen und Vertreibungen umwidmete
- benachbartes Naturschutzgebiet Leinawald mit großem Teich, dem kleinen "Märchensee" (ehem. Steinbruch, den schon Karl May aufgesucht hatte laut Chronik von Langenleuba-Niederhain) und mehreren Hügelgräbern, erreichbar bei Talsperrenniedrigwasser über die stillgelegte Straße (Wanderweg)
- Landschaftsschutzgebiet/Vogelschutzgebiet an der stillgelegten Straße durch die Talsperre Schömbach bei Neuenmörbitz
- eine alte Inschrifttafel über den Müller (an der Dorfkirche) berichtet: "...auch ein Gott./ Ein Müller welchen war der Eigen nutz verhaßt./ Er hat so manches Brod vor andern zu bereitet./ Jetzt aber wird sein Geist mit Sahel (?) brod geweidet/ Nach diesen strebte er, nach diesen rung (?) er sehr./ Drum nahm ihn Gott hin weg, Nun hungert ihm nicht mehr." (die Inschrift ist wohl nur teilerhalten oder teilweise freigelegt, der Anfang fehlt wohl)

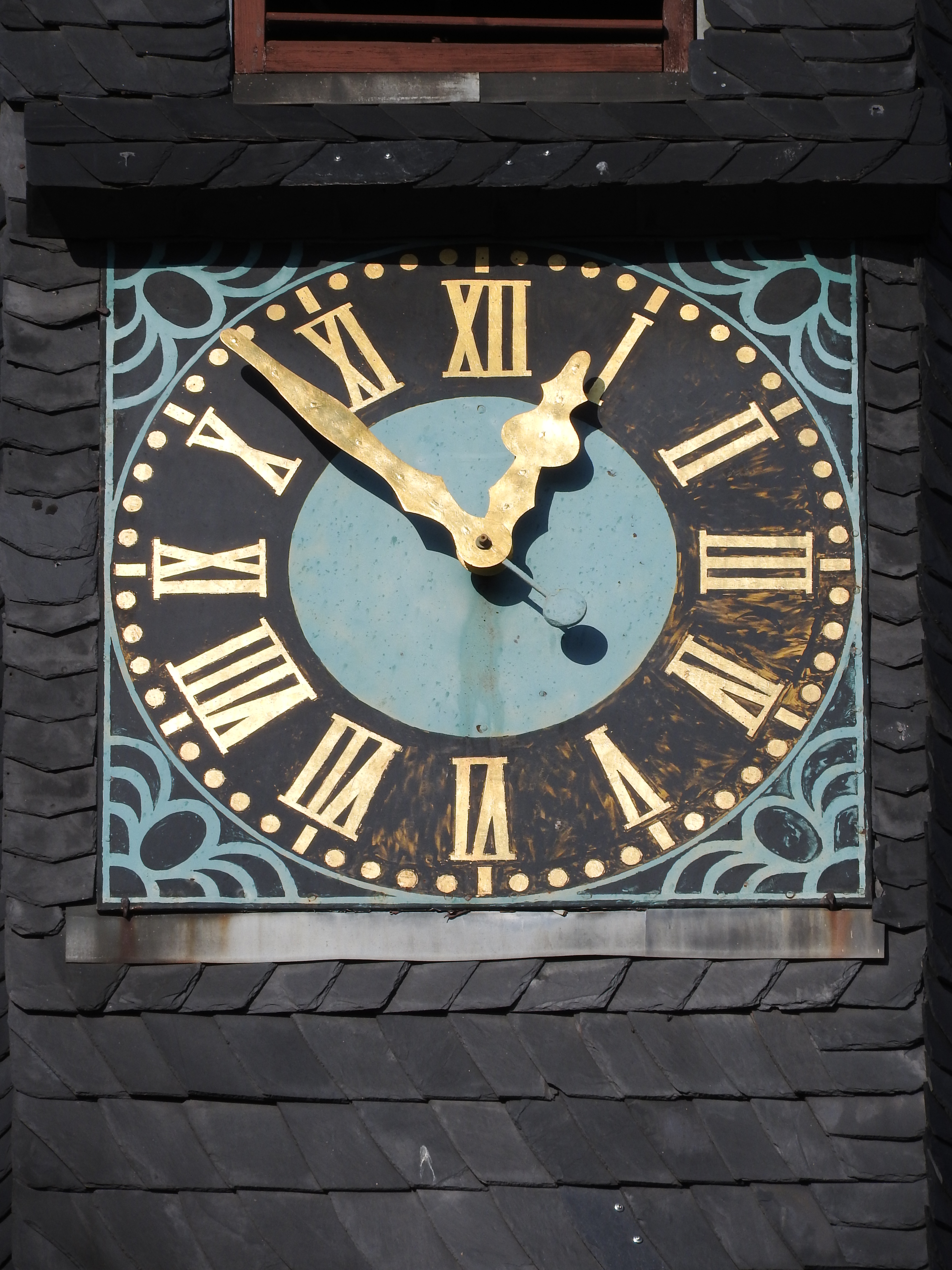
Turmuhr der Dorfkirche St. Katharinen
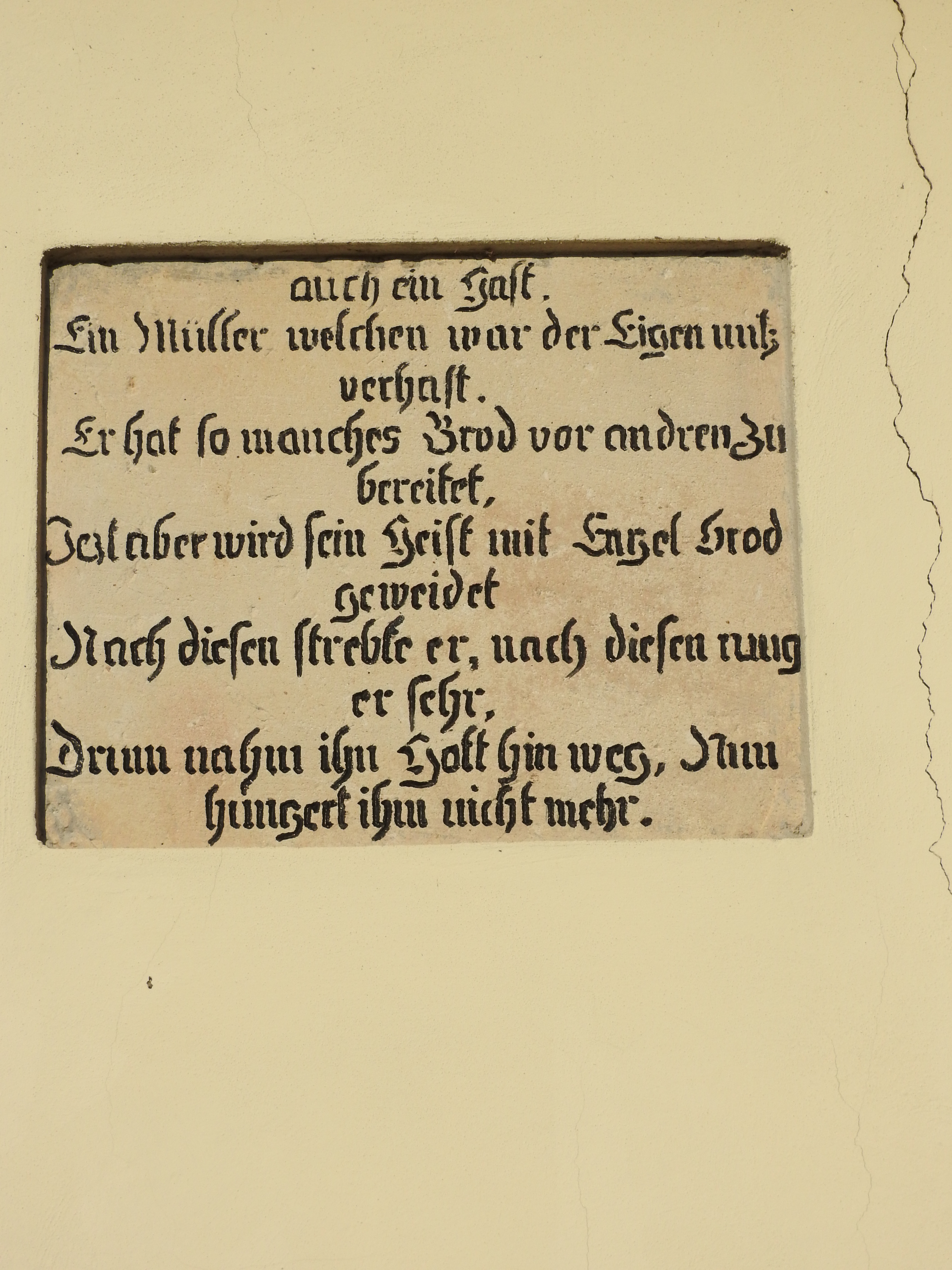
Inschrift über einen Müller des Dorfes an der Dorfkirche
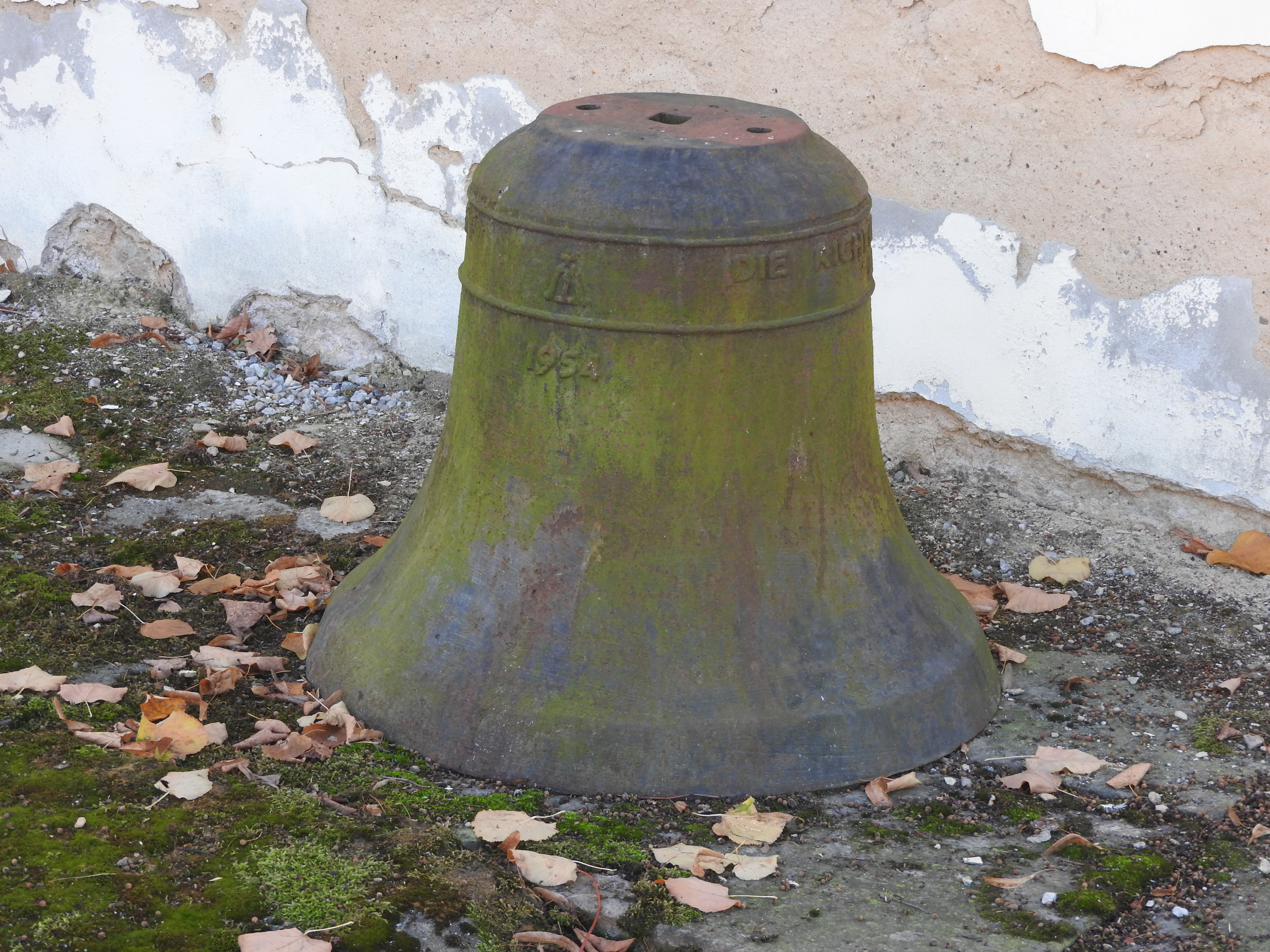
Glocke vor der Dorfkirche
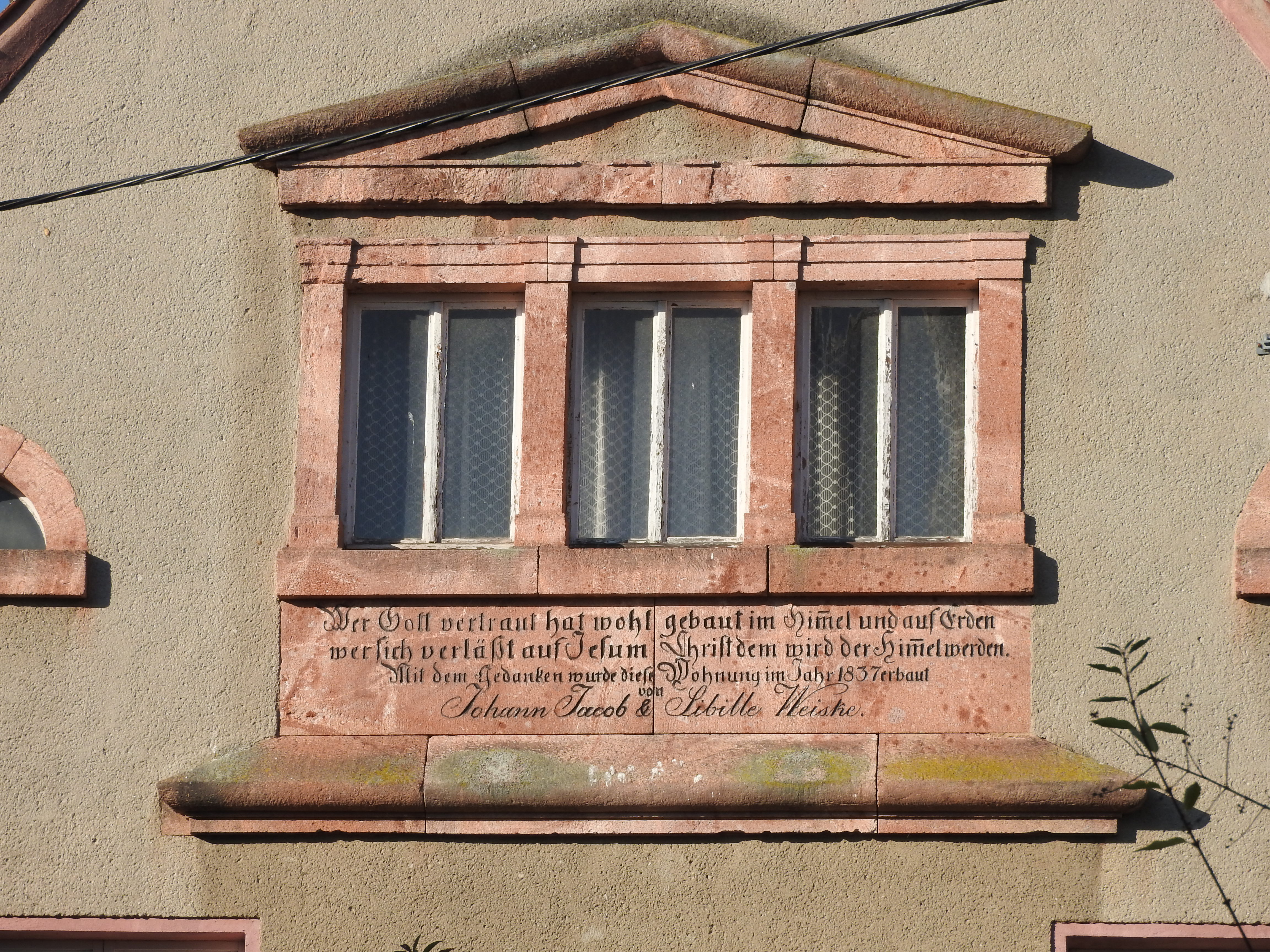
Porphyr-Fenstergruppe an Bauerngut-Dachgeschoß-Giebel mit Inschrift von 1837
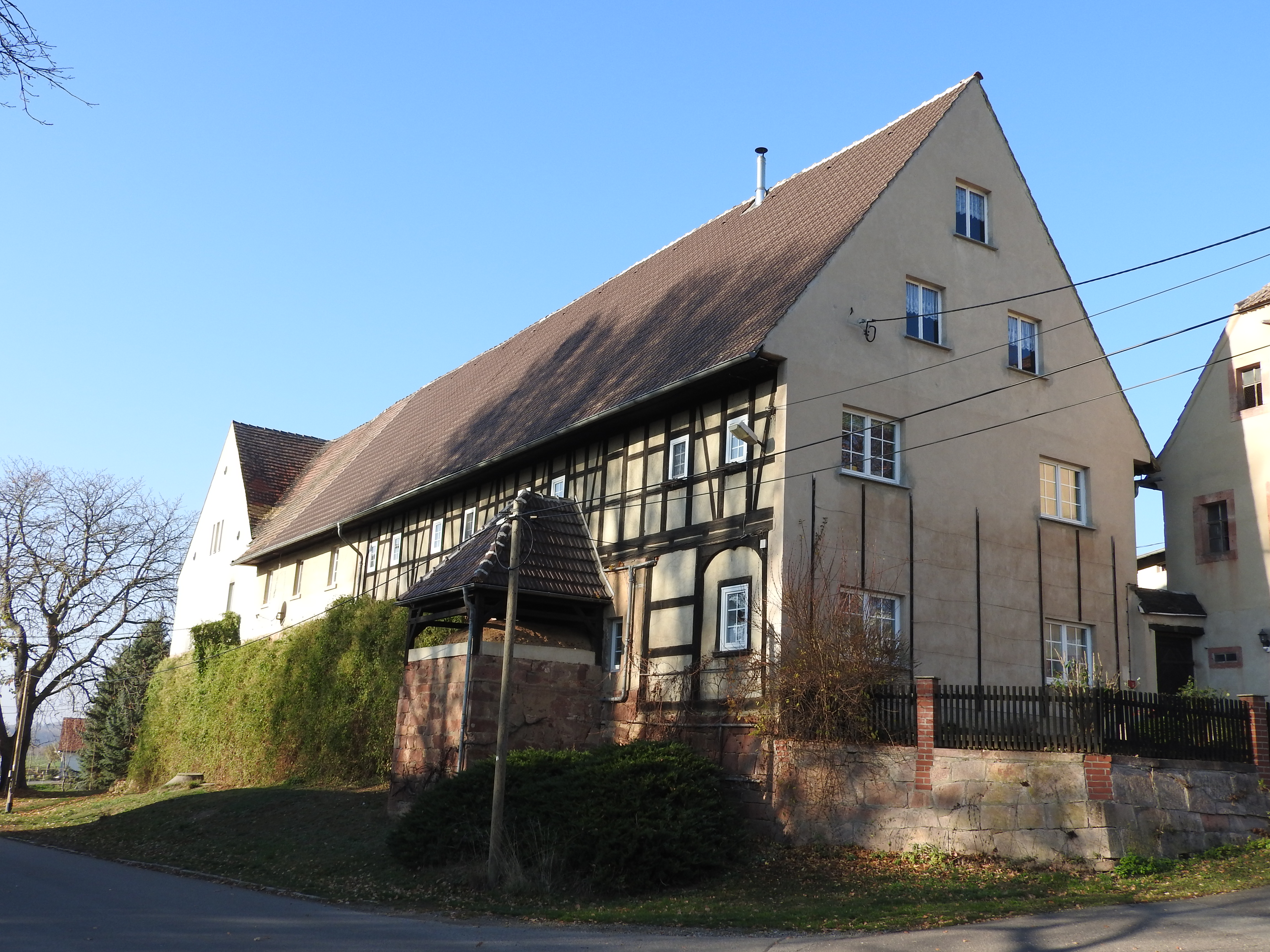
Bauerngut mit angebautem Backofen in Neuenmörbitz
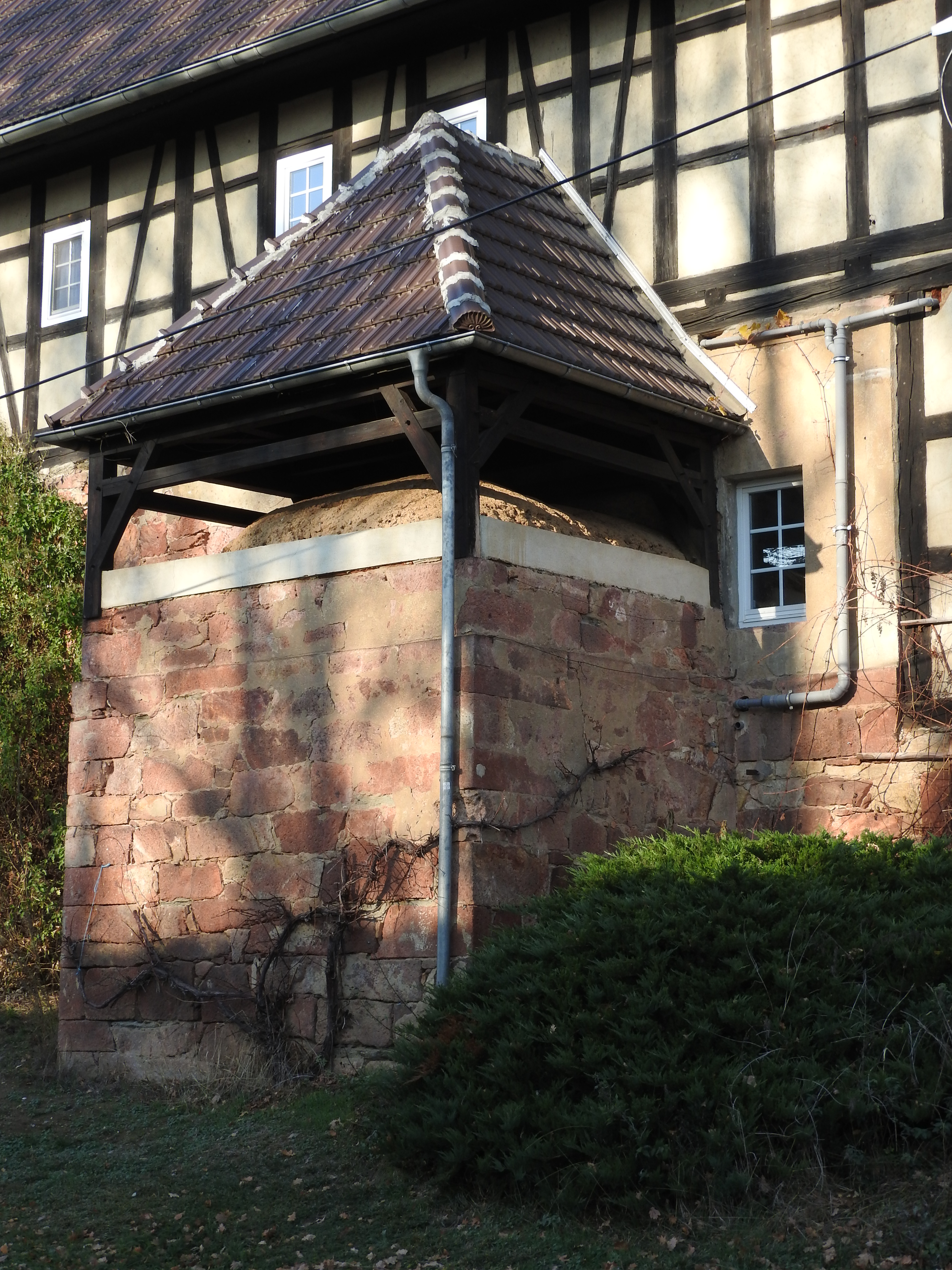
Backofen
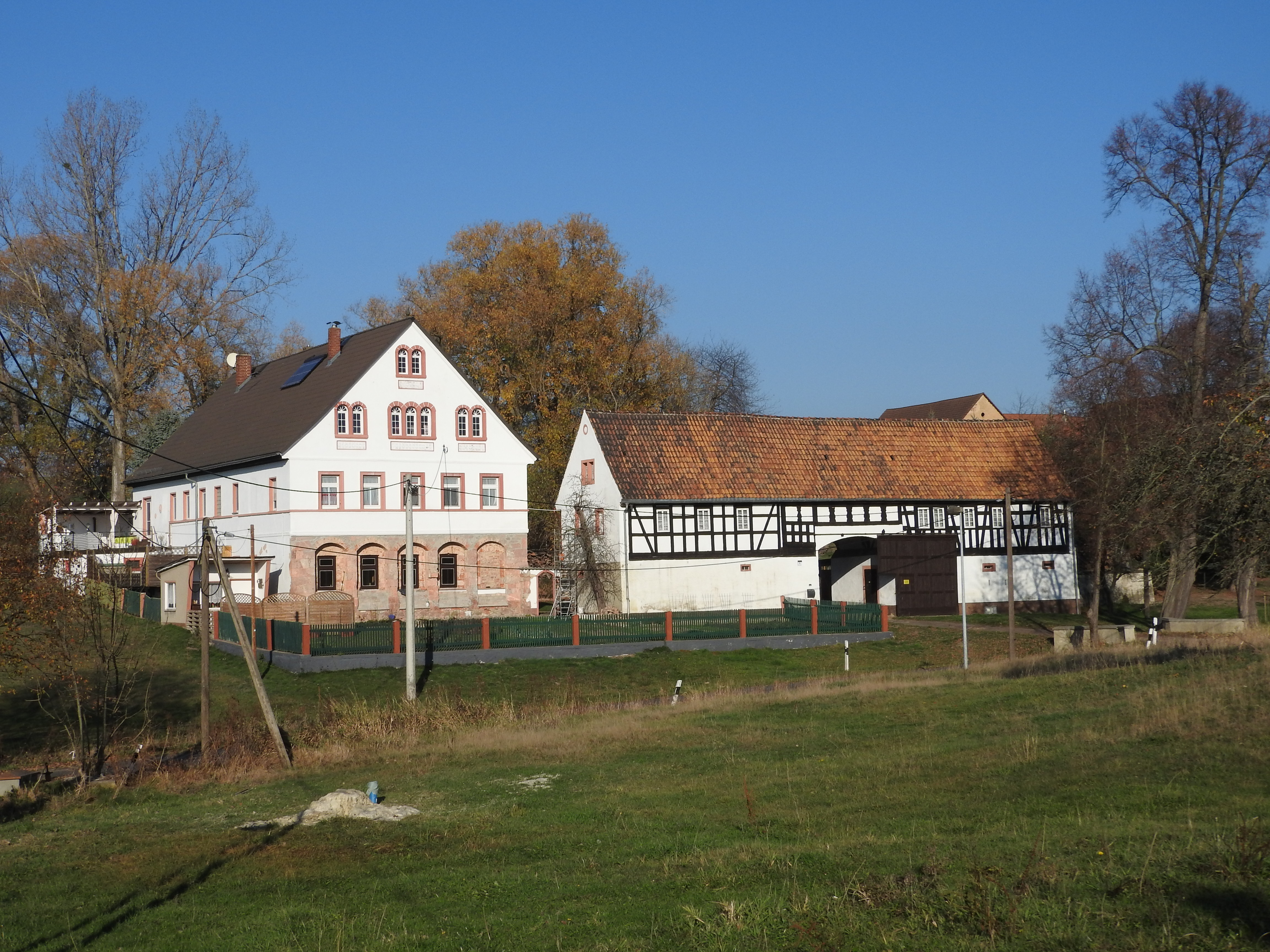
Bauerngut im Ortsteil Schömbach
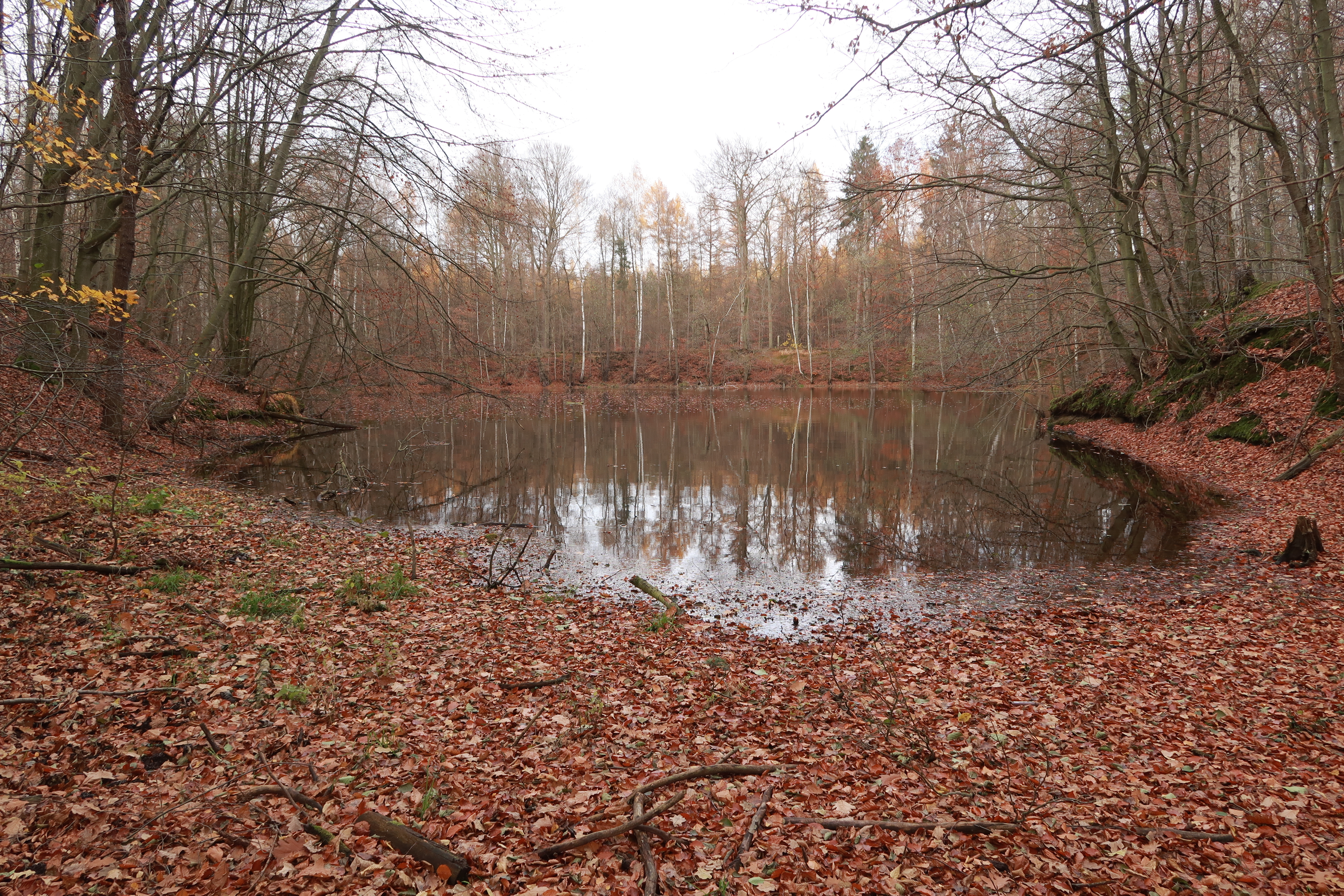
Märchensee im Leinawald

## Belege
1. ↑  Wolfgang Kahl: Ersterwähnung Thüringer Städte und Dörfer. Ein Handbuch. Verlag Rockstuhl, Bad Langensalza, 2010, ISBN 978-3-86777-202-0, S. 192
2. ↑  St. Katharinen-Kirche Neuenmörbitz. Ev.-Luth. Pfarramt Ehrenhain, abgerufen am 8. August 2025.
3. ↑  Das Amt Altenburg im Buch „Geographie für alle Stände“, ab S. 201
4. ↑  Die Orte des Amts Altenburg ab S.83
5. ↑  Der Ostkreis des Herzogtums Sachsen-Altenburg im Gemeindeverzeichnis 1900. Archiviert vom Original (nicht mehr online verfügbar) am 9. April 2023; abgerufen am 29. Juli 2025.
6. ↑  Das Landratsamt Altenburg im Gemeindeverzeichnis 1900. Archiviert vom Original (nicht mehr online verfügbar) am 1. Juli 2022; abgerufen am 23. Juli 2025.
7. ↑  Schömbach im Geschichtlichen Ortsverzeichnis des Vereins für Computergenealogie, abgerufen am 8. August 2025.
8. ↑  Neuenmörbitz im Geschichtlichen Ortsverzeichnis des Vereins für Computergenealogie, abgerufen am 8. August 2025.